# Orthonevra karnaliensis
Orthonevra karnaliensis är en tvåvingeart som beskrevs av Weipert 2006. Orthonevra karnaliensis ingår i släktet glansblomflugor, och familjen blomflugor.
Artens utbredningsområde är Nepal. Inga underarter finns listade i Catalogue of Life.